# Montpreveyres
Montpreveyres är en ort och kommun i distriktet Lavaux-Oron i kantonen Vaud, Schweiz. Kommunen har 639 invånare (2023).